# Mobb
| Mobb |
| --- |
| James Drummonds målning The Porteous Mob (1855). - Betydelse – samling människor som präglas av låga massinstinkter - Exempel – lynchmobb, supporterhuliganism, gatuvandalisering - Bakgrund – engelskans mob ('pöbel'), i svensk text sedan 1768 - Relaterade ord – pöbelhop (synonym); instinkt, mobbning, pack, pöbel, slödder |

Mobb eller pöbelhop är en samling människor som präglas av låga massinstinkter. Liknande begrepp är de värdeladdade uttrycken pöbel, pack eller slödder.
En mobb kan utföra våldsamheter, ledda av en eller flera ledare. En lynchmobb är uppjagad av en gemensam idé om att någon inte förtjänar att leva. I samband med exempelvis viktiga fotbollsmatcher kan fientlighet mellan grupper av supportrar leda till huliganism av supportermobbar. Även annan typ av gatuvandalisering kan utföras av en mobb.
En mobb kan samlas mer eller mindre spontant, bland grupper av personer med gemensamma åsikter. Exempelvis kan en demonstration urarta till gatuslagsmål, skadegörelse eller plundring av butiker. Eftersom mobben agerar unisont, mot det omgivande samhället, är mobbens illegala handlingar en form av organiserad brottslighet. Även motdemonstranter eller medborgargarden kan agera som en  mobb mot misshagliga individer eller folksamlingar.
Mobb är ett lånord från engelskans mob med betydelsen 'pöbel', i svensk text sedan 1768. Det kommer ursprungligen från och är en sammandragning av latinets mobile (vulgus), 'den rörliga, obeständiga (folkhopen)'. Uttrycket uppkom 1680 samt brukades först omväxlande med mobile och som motsättning till nobility (adeln). Ett relaterat lånord är mobbning, en handling som kan utföras av en mobb eller av enstaka personer.